# Спильна справа
«Спильна справа» (укр. Спільна справа — «Общее дело») — украинское общественное движение, изначально созданное с целью свержения режима Виктора Януковича. Выступила в качестве одного из инициаторов «Евромайдана». Движение приобрело известность своими акциями по захвату административных зданий во время Евромайдана.
Лидером движения является Александр Данилюк, адвокат и правозащитник, ранее участвовавший в кампаниях против бывшего президента Украины Леонида Кучмы и городского головы Киева Леонида Черновецкого.

## История
Было создано в 2010 году во время Налогового майдана, который начинался, как акция протеста предпринимателей против нового Налогового кодекса, но после конституционного переворота и фальсификации местных выборов переросла в октябре 2010 года в антиправительственные выступления с требованием отставки президента Януковича и роспуска парламента.
По собственному определению, движение ставит своей целью прекращение деятельности Верховной Рады и президента Украины (которые, по мнению движения, узурпировали государственную власть в результате отмены конституционной реформы 2004 года, незаконно по мнению «Спильной справы» расширили свои полномочия и начали вести недобросовестную политику в отношении граждан), а также проведение честных региональных и общенациональных выборов в органы власти.

## Участие в событиях 2014 года
24 января 2014 активисты «Спильной справы», возглавляемые Данилюком, заняли здание Министерства аграрной политики Украины. 29 января, в результате стычки и последовавших переговоров с активистами ВО «Свобода», члены Спильной справы покинули здание и переместились в «Украинский дом». Помимо этого, ранее у Спильной справы уже был конфликт со свободовцами в киевской городской администрации, вследствие чего им пришлось её покинуть. По неофициальным данным, во время штурма пострадало шесть человек. При этом киевская милиция отрицала факт захвата здания. Ущерб от захвата составил 5 млн гривен.
25 января «Спильна справа» заняла здание Министерства энергетики и угольной промышленности на Крещатике. Никакого сопротивления от охраны активисты на своём пути не встретили.
26 января активисты «Спильной справы» захватили здание Министерства юстиции на улице Городецкого 13. Попытки Виталия Кличко освободить здание дипломатическим путём не увенчались успехом. Как заявили радикалы представителям СМИ, здание было захвачено для организации своего отдыха. В ответ на резкую реакцию правительственных чиновников Данилюк предложил освободить министерство, но при этом заблокировать вход туда для госслужащих. Также он заявил, что в стране идёт «национально-освободительная война против оккупации Российской Федерацией».
По словам народного депутата Верховной Рады Геннадия Москаля, в результате незаконных занятий министерств, Данилюк спровоцировал СБУ и МВД на подготовку к силовой операции по изгнанию протестующих из зданий министерств силами специальных штурмовых подразделений внутренних войск «Омега», «Ягуар» и др.
31 января Данилюк был объявлен в розыск УБОПом Киева по статье 294, части 2, УК Украины «организация массовых беспорядков, сопровождавшихся насилием над личностью, погромами, поджогами, уничтожением имущества, захватом зданий или сооружений, насильственным выселением граждан, сопротивлением представителям власти с применением оружия или других предметов, которые использовались как оружие, а также активное участие в массовых беспорядках, если они повлекли гибель людей или иные тяжкие последствия», после чего он был вынужден тайно покинуть пределы Украины и укрыться в Лондоне, откуда собирается руководить движением и дальше.
3 марта 2014 года движение объявило сборы военнообязанных, в связи с угрозой ввода российских войск на Украину (Совет Федерации, на фоне аннексии Крыма, 1 марта дал президенту России Владимиру Путину право использовать Вооружённые силы Российской Федерации на Украине).

## Оценки
Более умеренные деятели украинской оппозиции расценили действия «Спильной справы» как провокацию. Журналист Саймон Шустер (журнал The Time) назвал членов «Спильной справы» «бандой головорезов», борющейся за лидерство среди дюжины подобных праворадикальных групп в восстании против законной власти.